# Ro (kana)

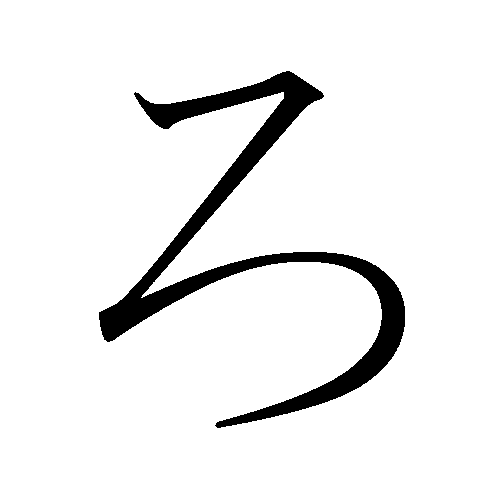
Ro w hiraganie

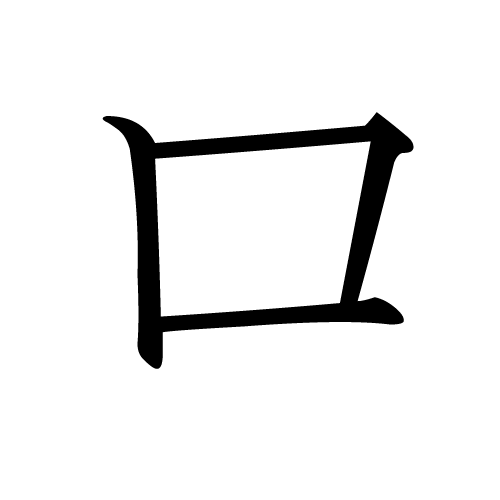
Ro w katakanie

Ro – czterdziesty trzeci (dawniej czterdziesty piąty) znak japońskich sylabariuszy hiragana (ろ) i katakana (ロ). Reprezentuje on sylabę ro. Pochodzi bezpośrednio od znaku kanji 呂 (obydwie wersje). Z racji nierozróżniania w japońskim głosek R i L (bezdźwięczne R), znak ten może być czytany też jako lo.
Znak ten w hiraganie jest z wyglądu bardzo podobny do znaku ru (る) z tego samego sylabariusza.